# Discovery Channel (Latinoamérica)
Discovery Channel (conocido como Discovery) es un canal de televisión por suscripción latinoamericano de origen estadounidense, operado por Warner Bros. Discovery Latin America. El canal se lanzó el 7 de febrero de 1994 y luego 2 días más tarde en Brasil.